# Bayard-sur-Marne
Bayard-sur-Marne is een gemeente in het Franse departement Haute-Marne (regio Grand Est). De plaats maakt deel uit van het arrondissement Saint-Dizier. Bayard-sur-Marne telde op 1 januari 2022 1.269 inwoners.

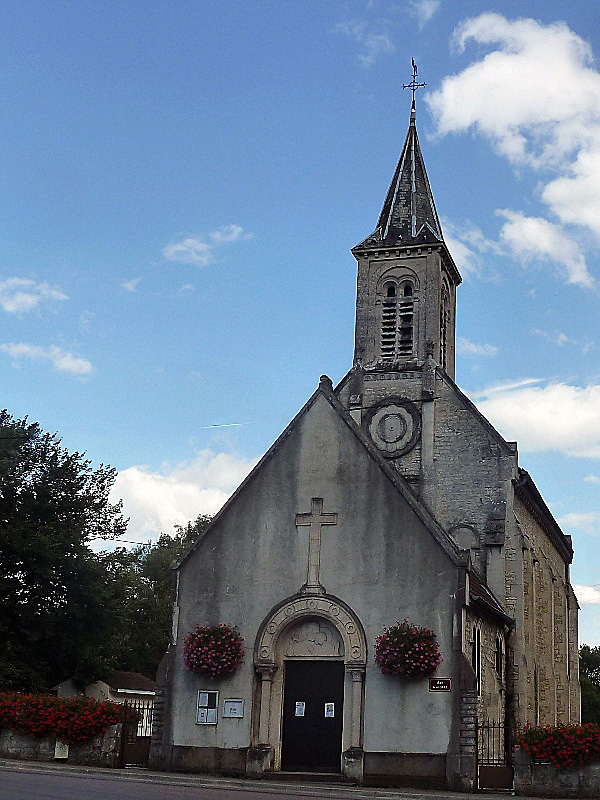
Église Saint-Joseph

## Geschiedenis
De 18de-eewse Cassinikaart toont hier een oversteek over de Marne, met aan de zuidkant de plaats la Neuve Ville en Bayard en aan de noordkant la Forge de Bayard.
Op het eind van het ancien régime op het eind van de 18de eeuw, toen de gemeenten werden gecreëerd, werd La Neuville à Bayard (of Laneuville-à-Bayard) een gemeente.
In 1972 werden buurgemeenten Gourzon en Prez-sur-Marne aangehecht als commune associées, en werd de gemeentenaam gewijzigd naar Bayard-sur-Marne.

## Geografie
De oppervlakte van Bayard-sur-Marne bedroeg op 1 januari 2022 15,39 vierkante kilometer; de bevolkingsdichtheid was toen 82,5 inwoners per km².
Door de gemeente stroomt de Marne.
Centraal in de gemeente liggen het dorp Neuville-à-Bayard op de zuidelijke oever van de Marne, en Bayard op de noordelijke oever. In het noordwesten van de gemeente ligt langs de Marne het dorp Prez-sur-Marne. In het zuidoosten ligt Gourzon.

## Bezienswaardigheden
- De Église Saint-Joseph

## Demografie
Onderstaande figuur toont het verloop van het inwonertal (bron: INSEE-tellingen).